# Weißstirn-Springaffe
Der Weißstirn-Springaffe (Plecturocebus ornatus, Syn.: Callicebus ornatus) ist eine Primatenart aus der Unterfamilie der Springaffen innerhalb der Familie der Sakiaffen (Pitheciidae). Er ist eng mit dem Roten Springaffen verwandt und galt früher als dessen Unterart.

## Merkmale
Weißstirn-Springaffen sind wie alle Springaffen relativ kleine Primaten mit flauschigem Fell. Dieses ist am Rücken und an den Oberarmen und -beinen grau gefärbt, der Bauch und die Unterarme und -beine sind rötlich und die Pfoten weißlich. Die Hinterbeine sind als Anpassung an die springende Fortbewegung relativ lang. Der Schwanz ist lang und buschig und dient nicht als Greifschwanz. Er ist an der Schwanzwurzel rotbraun gefärbt, der hintere Teil ist weißlich. Der Kopf ist klein und rund, er ist an der Oberseite rotbraun gefärbt. Entlang der Stirn erstreckt sich der namensgebende weiße Querstreifen, weiß sind auch die kleinen Ohrbüschel. Die Haare an den Backen und an der Kehle sind rotbraun.

## Verbreitung und Lebensraum
Weißstirn-Springaffen bewohnen ein kleines Gebiet in Kolumbien in den Departamentos Cundinamarca und Meta. Sie nehmen damit innerhalb ihrer Artengruppe, der cupreus-Gruppe eine Sonderstellung ein, da ihrer nächsten Verwandten alle im Amazonasbecken mehr als 400 Kilometer südlich leben. Ihr Lebensraum sind Wälder, meist in der Nähe von Flüssen.

## Lebensweise
Die Lebensweise der Weißstirn-Springaffen dürfte der der übrigen Springaffen gleichen. Sie sind tagaktiv und halten sich meist in den Bäumen auf. Die Fortbewegung erfolgt entweder auf allen vieren oder mit Sprüngen. Sie leben streng monogam in Familiengruppen aus einem Männchen, einem Weibchen und dem dazugehörigen Nachwuchs, die Partner bleiben oft lebenslang zusammen. Gruppen bewohnen feste Reviere, auf die sie andere Tiere durch morgendliche Duettgesänge hinweisen. Ihre Nahrung besteht vorwiegend aus Früchten sowie in geringerem Ausmaß aus Blättern und anderen Pflanzenteilen sowie Insekten. Der Vater beteiligt sich aktiv an der Jungenaufzucht, er trägt das Jungtier herum und bringt es der Mutter nur zum Säugen.

## Gefährdung
Das Verbreitungsgebiet der Weißstirn-Springaffen ist relativ klein, es umfasst rund 20.000 km², ist aber durch die menschliche Rodungs- und Siedlungstätigkeit verkleinert und zerstückelt worden. Die IUCN listet die Art als „gefährdet“ (vulnerable).